# Ty Sabin
Tyler Francis Sabin, detto Ty (New Berlin, 15 ottobre 1994), è un cestista statunitense.

## Carriera
La sua carriera è iniziata in Danimarca, avendo giocato nel 2017-2018 con gli Hørsholm 79ers. L'anno seguente ha vestito la maglia del Básquet Coruña in Liga LEB Oro, la seconda serie spagnola, dove in 34 presenze ha viaggiato a 9,1 punti di media. Nel giugno 2019 ha firmato con gli svedesi del Wetterbygden Stars, squadra di Huskvarna con cui si è imposto come miglior realizzatore del campionato grazie ai suoi 22,2 punti a gara (escludendo Craig Victor II che avrebbe avuto una media superiore con 27 punti a gara, ma con sole cinque presenze all'attivo). Nel settembre 2020 si è accasato in Islanda al KR Reykjavík: all'esordio ha realizzato 47 punti, poi ha chiuso la regular season a 25,6 punti di media e si è confermato anche qui come miglior realizzatore della lega.
In vista della stagione 2021-2022 è stato ingaggiato dalla Cestistica San Severo, militante in Serie A2. Anche in questo caso, come già avvenuto nelle sue due precedenti parentesi, Sabin è stato il capocannoniere del torneo, in virtù della sua media di 21,6 punti a partita.
Dopo un anno di stop per un problema fisico, nell'agosto 2023 è stato aggregato dalla Benedetto XIV Cento per poi essere tesserato un mese dopo, prima dell'inizio della Serie A2 2023-2024. Ha giocato dieci partite a 13,7 punti di media, poi a novembre è stato tagliato ed ingaggiato nella stessa settimana da un'altra squadra di Serie A2 militante però nell'altro girone, ovvero la neopromossa LUISS Roma.